# Emmanuelle Charpentier
Emmanuelle Charpentier (n. 11 decembrie 1968, Juvisy-sur-Orge⁠(d), Région parisienne, Franța) este o profesoară și cercetătoare franceză, specialistă în microbiologie, genetică și biochimie. Din 2015, este directoarea Institutului Max Planck pentru Biologia Infecțiilor din Berlin, Germania. În 2020, a fost distinsă cu Premiul Nobel pentru Chimie împreună cu Jennifer A. Doudna, „pentru dezvoltarea unei metode de editare a genomului”.